# سالکا سل ایفلت
سالکا سُل اِیفلت (ایسلندی: Salka Sól Eyfeld؛ ‏ ۱۸ آوریل ۱۹۸۸) بازیگر، مجری تلویزیون و رادیو، صداپیشه و خواننده اهل ایسلند است. وی از سال ۲۰۱۲ میلادی تاکنون مشغول فعالیت بوده‌است.
از فیلم‌ها یا مجموعه‌های تلویزیونی که وی در آن‌ها نقش داشته‌است، می‌توان به به‌دام‌افتاده اشاره نمود.